# Вулиця Леоніда П'ятакова
Ву́лиця Леоні́да П'ятако́ва — зникла вулиця, що існувала в Московському районі (нині це територія Печерського району) міста Києва, місцевість Нова Забудова. Пролягала від вулиці Василя Тютюнника до Тверського (нині — Фортечного) тупика.

## Історія
Вулиця виникла у середині 1920-х років під назвою Новопечерська, з 1963 року — вулиця Леоніда П'ятакова, на честь українського революціонера-більшовика Л. Л. П'ятакова. Ліквідована 1981 року, нині існує як одне з відгалужень Новопечерського провулка

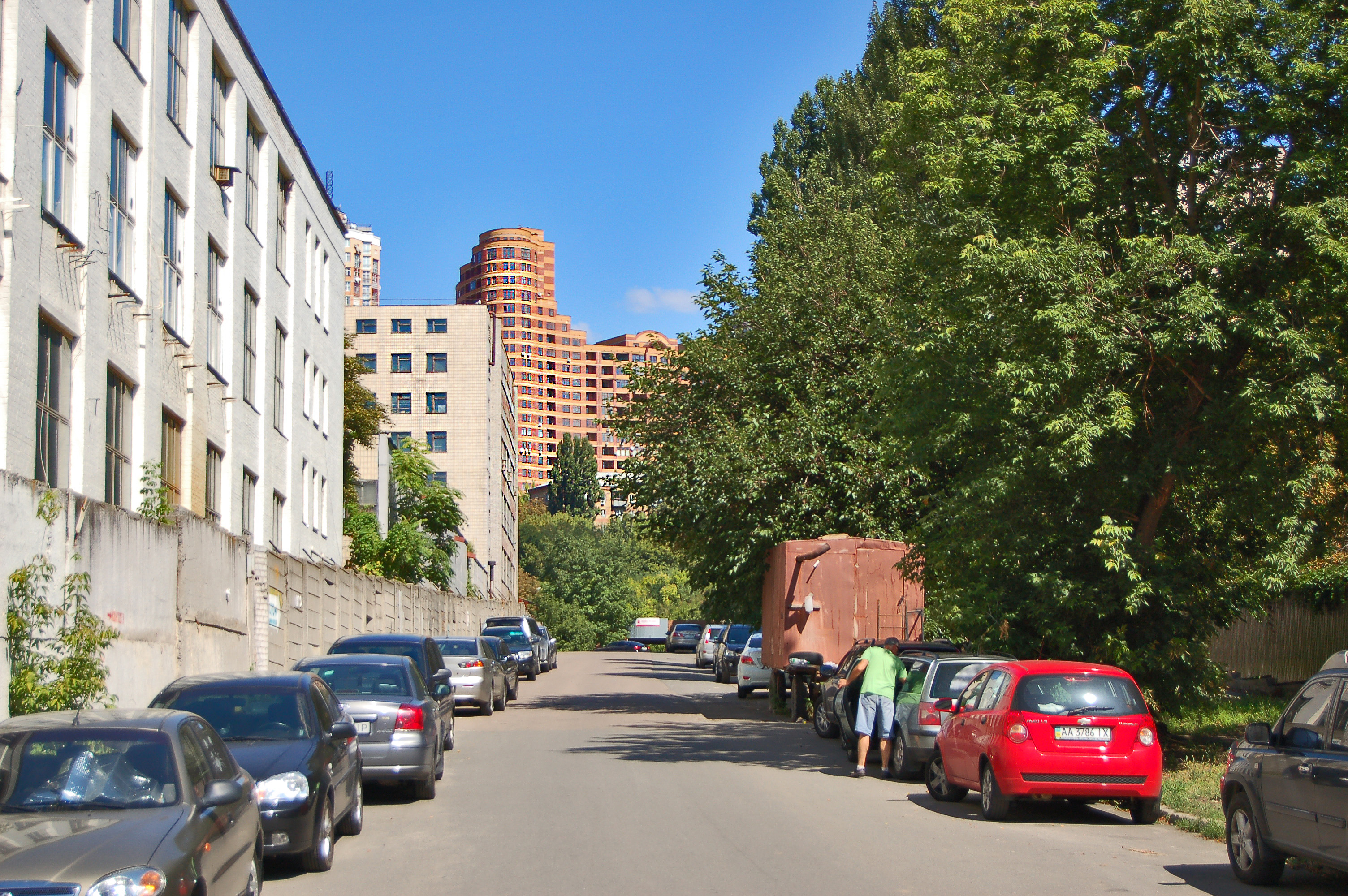
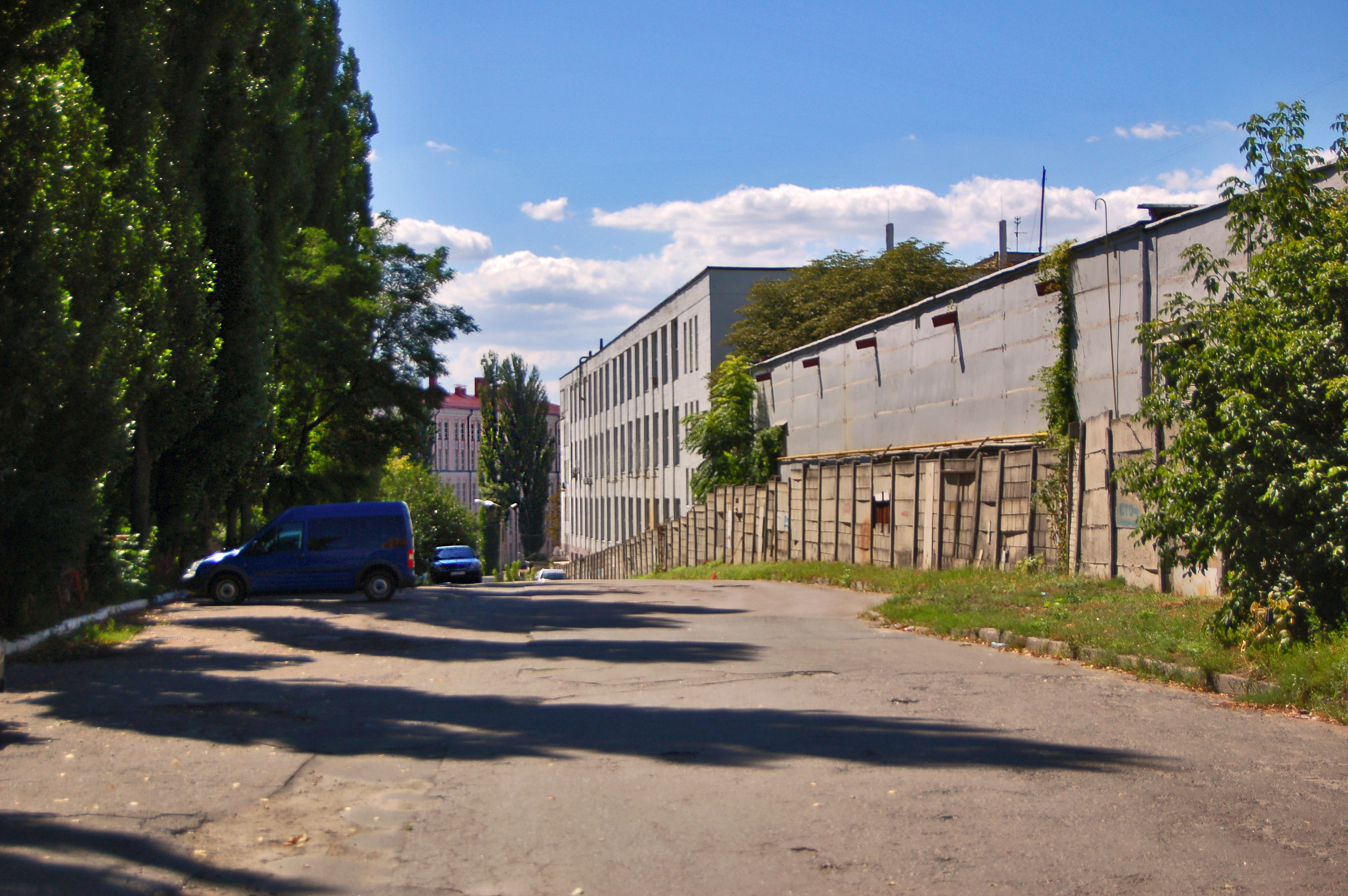